# Denmark (South Carolina)
 For alternative betydninger, se Danmark (flertydig). (Se også artikler, som begynder med Danmark)
Denmark er en by i den sydlige del af delstaten South Carolina i USA. Byen har et indbyggertal på 3.186 (2020) indbyggere. Den ligger i det amerikanske county Bamberg County.

## Galleri
- Jernbanestationen i Denmark
- High school i Denmark
- Hotel i Denmark, ca. 1908